# 223E busz (Budapest)
A budapesti 223E jelzésű autóbusz a Boráros tér és az Ady Endre utca (Topánka utca) között közlekedik, zónázó gyorsjáratként, a pesterzsébeti lakótelep körbejárásával. A viszonylatot a Budapesti Közlekedési Zrt. üzemelteti. A járműveket a Dél-pesti autóbuszgarázs adja ki.

## Története
A 2008-as paraméterkönyv bevezetésével augusztus 21-én a 23-as busz jelzése 23E-re módosult, illetve a továbbiakban érintette a Határ út, az Ady Endre utca (Topánka utca), a Kiss Ernő utca, a Mézes utca és a Magyar utca megállókat is. Szeptember 15-étől nem áll meg a Timót utca megállóhelyen. Október 27-étől érintette a Soroksári út 150. (Timót utca) megállóhelyet is, azonban a 2009-es paraméterkönyv első ütemének bevezetésével, június 8-ától nem áll itt meg.
2013. április 15–26. között a 2-es és a 24-es villamos vágányzára idején megállt a Haller utcai kereszteződésnél is.
2016 augusztusától csonkamenetek is közlekedtek a reggeli csúcsidőben az Ady Endre utca (Topánka utca) megállóhelytől a Boráros téri végállomásig, egy irányban.
2017. augusztus 9–18. között ismét megállt a Haller utcánál, szintén a két villamosvonal vágányfelújítási munkálatai miatt.
Az M3-as metróvonal déli szakaszának felújításakor a 23E buszjárat útvonala az Ady Endre utcáig rövidült, a viszonylat a pesterzsébeti lakótelepet hurokjárati jelleggel járta körbe, reggel a Török Flóris utca, délután a Baross utca felől. Ezzel egyidejűleg megállt a Haller utca / Soroksári út megállóhelyen is. Kieső pesterzsébeti szakaszán 223M jelzéssel zónázó járat indult a Boráros tér és a Szentlőrinci úti lakótelep között. Az új autóbuszjárat a 23-as busszal azonos útvonalon haladt az Ady Endre térig, kihagyva a Közvágóhíd és Pesterzsébet felső közötti, illetve a Müpa – Nemzeti Színház és Szent Erzsébet tér megállókat. Az Ady Endre tér után a 123A viszonylattal megegyezően érte el a Szentlőrinci úti lakótelepet.
2019. június 15-én a tanszüneti menetrend bevezetésével a járaton több módosítást is végrehajtottak: a Török Flóris utca – Topánka utca – Baross utca útvonalon közlekedő menetek megálltak Gubacsi út / Határ út megállóhelyen is, ellenkező irányban továbbra sem érintették. Üzemideje kibővült, hétvégente is közlekedett; a hétvégi menetek mindegyike a Török Flóris utca felől érte el a kerület központját.
2020. május 4-étől 8-áig 7 és 9 óra, illetve 13 és 14 óra között ideiglenesen megállt a Kén utcánál is a Jaschik Álmos Művészeti Szakgimnázium könnyebb megközelítése miatt.
2020. november 2-ától munkanapokon napközben és este is közlekedik, ettől kezdve – munkanapokon és hétvégente egyaránt – minden napszakban a Török Flóris utca felől kerüli meg a lakótelepet.
2022. június 18-ától hétvégente és ünnepnapokon az autóbuszokra kizárólag az első ajtón lehet felszállni, ahol a járművezető ellenőrzi az utazási jogosultságot.
2023. március 18-ától a továbbiakban 223E jelzéssel közlekedik.

## Útvonala
| Boráros tér ► Ady Endre utca (Topánka utca) ► Boráros tér | Boráros tér ► Ady Endre utca (Topánka utca) ► Boráros tér |
| --- | --------------------------------------------------------- |
| Boráros tér H vá. – Boráros tér – Soroksári út – Határ út – Török Flóris utca – Topánka utca – Ady Endre utca (Topánka utca) mh. – Topánka utca – Baross utca – Határ út – Soroksári út – Boráros tér – Boráros tér H vá. |                                                           |

## Megállóhelyei
| 0  | Boráros tér H induló végállomás                    |                                                              | HÉV-állomás, autóbusz-állomás, Petőfi híd, Ibis Styles Budapest City Hotel, Duna Ház Bevásárlóközpont                   |
| 2  | Haller utca / Soroksári út                         | 2, 2B, 23, 24 54, 55, 224, 224E, 255E                        | Zwack Unicum Múzeum és Látogatóközpont, Dandár Gyógyfürdő, NAV Központi ügyfélszolgálat, Millenniumi Kulturális Központ |
| 4  | Közvágóhíd H                                       | 1, 2, 24 54, 55, 179, 224, 224E, 255E                        | HÉV-állomás, OBI áruház, Budapest Park, Rákóczi híd, Tesco áruház                                                       |
| 10 | Gubacsi út / Határ út                              | 2B, 3, 51 119, 166                                           | Lidl áruház |
| 11 | Török Flóris utca                                  | 2B, 51, 52 119, 166                                          | |
| 12 | János tér                                          | 2B, 51, 52 119, 166                                          | Szakorvosi rendelő |
| 14 | Ady Endre utca (Topánka utca) vonalközi végállomás | 2B, 51, 52 35, 66, 66B, 119, 148, 166, 224, 224E             | MOL benzinkút, Gaál Imre Galéria                                                                                        |
| 14 | Pesterzsébet, városközpont                         | 35, 66, 66B, 66E, 119, 148, 166, 224, 224E                   | Pesterzsébeti Polgármesteri Hivatal, INTERSPAR áruház, McDonald’s étterem, Centrum Áruház, Penny Market                 |
| 16 | János utca                                         | 66, 66B                                                      | Nagy László Általános Iskola és Gimnázium, SPAR áruház                                                                  |
| 17 | Határ út vonalközi érkező végállomás               | 66, 66B                                                      | OMV benzinkút |
| 24 | Közvágóhíd H                                       | 1, 2, 24 54, 55, 179, 224, 224E, 255E                        | HÉV-állomás, OBI áruház, Budapest Park, Rákóczi híd, Tesco áruház                                                       |
| 27 | Haller utca / Soroksári út                         | 2, 2B, 23, 24 54, 55, 224, 224E, 255E                        | Zwack Unicum Múzeum és Látogatóközpont, Dandár Gyógyfürdő, NAV Központi ügyfélszolgálat, Millenniumi Kulturális Központ |
| 28 | Boráros tér H érkező végállomás                    | 2, 2B, 4, 6, 23 15, 54, 55, 212, 212A, 212B, 224, 224E, 255E | HÉV-állomás, autóbusz-állomás, Petőfi híd, Ibis Styles Budapest City Hotel, Duna Ház Bevásárlóközpont                   |